# Londinium
Londinium, das heutige London, war die größte Stadt und Hauptstadt der römischen Provinz Britannien. Durch seine günstige Lage an der Themse, die wiederum einen guten Anschluss ans Meer und ins Hinterland bot, war Londinium auch ein bedeutendes Handelszentrum.
Die Geschichte von Londinium lässt sich aus wenigen verstreuten Erwähnungen bei antiken Autoren, anhand der allgemeinen Geschichte Britanniens und durch Ausgrabungen in der Stadt in groben Zügen rekonstruieren. Am Ende des dritten Jahrhunderts war sie sogar Residenz des Gegenkaisers Carausius und damit Hauptstadt eines Sonderreiches in Britannien. Als bedeutende römische Stadt hatte sie alle öffentlichen Gebäude einer solchen, wobei nur ein Teil von ihnen durch Ausgrabungen identifiziert werden konnte. Das große Forum im Zentrum der Stadt, einer der größten Bauten seiner Art nördlich der Alpen, bezeugt die starke wirtschaftliche Position Londiniums. Dies wird auch durch die Reste zahlreicher Warenlager an den Ufern der Themse bestätigt.

## Geschichte
Im Jahre 43 n. Chr. wurden große Teile des heutigen England von den Römern erobert. In den Jahren nach der Eroberung kam es zu verschiedenen Stadtgründungen, bei denen es sich meist um die Hauptorte einheimischer Stämme handelte. Die Städte, deren Gründung oft die Errichtung eines Militärlagers vorausging, wurden der Ausgangspunkt der Romanisierung des Landes. Mit den Soldaten kamen auch Händler und Handwerker, die in der neuen Provinz ihr Glück suchten.
Im Gegensatz zu vielen anderen römischen Städten in Britannien scheint Londinium keinen keltischen Vorgängerort gehabt zu haben, und die Stadt war auch nie der Hauptort eines Stammesgebietes (civitas). Im heutigen Stadtgebiet von London gibt es diverse vorgeschichtliche Siedlungen, doch ist keine von ihnen als wirkliche Vorgängersiedlung zu bezeichnen. Es wird ein römisches Militärlager an der Stelle der späteren Stadt vermutet, doch konnte dies bisher archäologisch nicht nachgewiesen werden und bleibt daher spekulativ. Dennoch ist schon bei der Namensgebung (Londinium ist wohl keltischen Ursprungs und enthält möglicherweise den keltischen Personennamen Londinos) ein starker keltischer Einfluss erkennbar. Möglicherweise ist der Ortsname aber vom vorkeltischen (ureuropäischen) Wort Plowonida abgeleitet, was ungefähr „Siedlung am breiten Fluss“ bedeutet.
Die Lage des Ortes war ausgesprochen günstig. Hier war die Themse (lateinisch Tamesis) relativ flach und konnte deshalb ohne Schwierigkeiten durchquert werden. Der Fluss bot einen guten Anschluss an das Meer und damit nach Gallien und zum Mittelmeerraum. Von Londinium konnte man auf dem Landweg auch gut andere Orte in Britannien erreichen. Schon bei der römischen Invasion im Jahr 43 war die Stelle der späteren Stadt ein zentraler Anlaufpunkt der Römer.

### Vor dem Aufstand der Boudicca 47–60 n. Chr.
Archäologen gehen heute davon aus, dass Londinium ein paar Jahre nach der Invasion als zivile Siedlung entstanden ist, ausgehend vom Cornhill im Osten des heutigen Stadtzentrums. Entlang der einstigen, in Ost-West-Richtung verlaufenden römischen Hauptstraße wurde in den Jahren 1994 bis 1996 beim Neubau des Hauses No 1 Poultry eine hölzerne Abwasserleitung entdeckt. Die dendrochronologische Untersuchung im Jahre 1997 ergab, dass sie aus dem Jahr 47 n. Chr. stammt; dies wird seitdem vielfach als wahrscheinlichstes Gründungsjahr der Stadt angesehen.
Beiderseits des sumpfigen Walbrooktals (der Bach Walbrook mündete hier in die Themse) wurde der Ort auf Anhöhen errichtet. 2016 wurden beim Neubau eines Bürohochhauses hölzerne Schrifttafeln im feuchten Schlamm des ehemaligen Flusslaufes des Walbrook gefunden, die die ältesten handschriftlichen Dokumente in Großbritannien darstellen. Von insgesamt 405 Tafeln konnten 87 entziffert werden. Sie geben einen Einblick in das Alltagsleben in der Stadt in der Zeit des ersten Jahrhunderts nach Christus. Eine Tafel aus der ersten Dekade nach der Eroberung im Jahr 43 nach Christus liefert dabei die älteste Erwähnung des römischen Namens Londinium für die Stadt. Die Tafeln wurden größtenteils in Lagen von Abfall gefunden, der an diese Stelle gebracht worden war, um die Ufer des Flusses zu befestigen. Bislang konnten weder eine Brücke noch ein Kastell noch Bauten, die üblicherweise errichtet wurden, nachgewiesen werden. Diese Siedlung erlangte schon früh bedeutende Ausmaße. An der Stelle des späteren Forums gab es einen großen freien Platz, der wahrscheinlich als Markt fungierte. Die damaligen Häuser waren alle aus Holz. Dem Bericht von Tacitus zufolge war die Stadt wegen ihrer vielen Kaufleute und umfangreichen Handelsbeziehungen berühmt. Tacitus’ Aussagen wurden durch zahlreiche archäologische Funde im Hafenbereich untermauert. Die frühe besondere Bedeutung erlangte Londinium also durch den Handel mit dem europäischen Festland.
Beim Aufstand der Boudicca im Jahr 60 n. Chr. nahmen die Rebellen den Ort, der sicherlich nicht befestigt war, ein und brannten ihn vollkommen nieder. Der römische Legat Gaius Suetonius Paulinus konnte die Stadt nicht halten und die Aufständischen ließen die florierende Stadt ihre besondere Wut spüren. Der Zerstörungshorizont ist heute archäologisch gut sichtbar. Aus der Zeit kurz vor und nach dem Aufstand stammen die Bloomberg-Tafeln. Es handelt sich um 405 hölzerne Schreibtafeln, die vor allem belegen, wie schnell sich das Leben nach dem Aufstand wieder normalisiert hatte.

### Zweites und drittes Jahrhundert

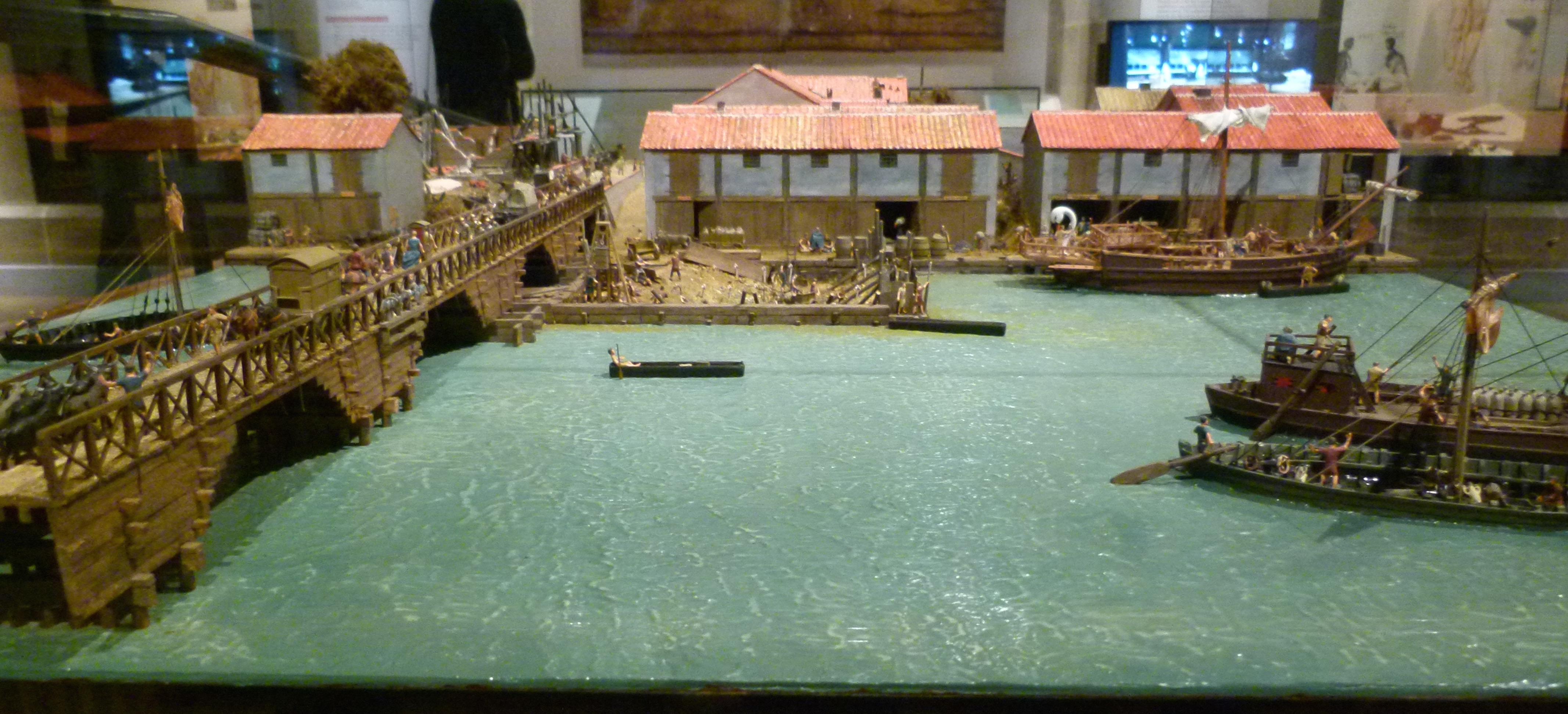
Hafen und Brücke um 100 n. Chr.

In den Jahren nach dem Aufstand wurde die Stadt wieder aufgebaut. Londinium war nun Hauptstadt der Provinz Britannien, wobei der genaue Zeitpunkt des Umzuges der Provinzialverwaltung von Camulodunum (Colchester) nach Londinium nicht sicher ist. Doch spricht für die Bedeutung der Stadt beispielsweise, dass hier der Provinzverwalter Gaius Iulius Alpinus Classicianus bestattet wurde. Westlich des Walbrook wurden öffentliche steinerne Bauten errichtet, so ein Forum, ein Praetorium und Thermen. Südöstlich vom antiken Stadtzentrum, am heutigen Plantation Place stand ein kleines Militärlager, das bis etwa 85 n. Chr. in Betrieb war. Die genaue Funktion ist unbekannt. Das Forum wurde um 120 erweitert. Im Nordwesten der Stadt entstand ein vier Hektar großes Kastell, das in einem Zusammenhang mit dem officium des Statthalters zu sehen ist. In unmittelbarer Umgebung befand sich ein Amphitheater. Um das Jahr 100 begann man auch mit der Erweiterung der Kaianlagen, die aus riesigen Eichenbalken entlang dem Themseufer errichtet wurden.
Obwohl es früh schon zahlreiche Steinbauten gab, bestand der Großteil der Wohnbebauung zunächst aus Holzhäusern. Die Stadt hatte einen Plan mit sich rechtwinklig kreuzenden Straßen, freilich mit zahlreichen Unregelmäßigkeiten, die vielleicht auf das ungeplante frühe Wachstum der Stadt zurückzuführen sind. Es gab verschiedene Stadtbrände, in denen Teile der Stadt vernichtet wurden. Das wohl verheerendste dieser Feuer kann in die Regierungszeit des Kaisers Hadrian datiert werden. Aus dieser Zeit konnte ein ausgebranntes Warenlager ausgegraben werden, voll von importierter, noch unbenutzter Terra Sigillata. Der genaue Umfang des Feuers ist in der Forschung jedoch umstritten. Vor allem öffentliche Gebäude waren nicht Opfer des Feuers. Möglicherweise sind bei Ausgrabungen diverse kleine Feuer erfasst worden, die unabhängig voneinander um 120 n. Chr. datieren.

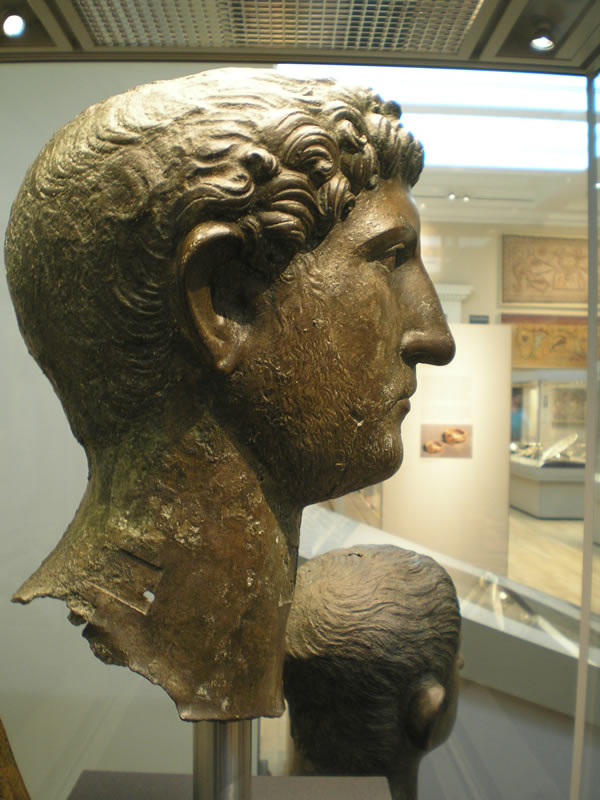
Kaiser Hadrian. Bronzekopf, der in der Themse gefunden wurde

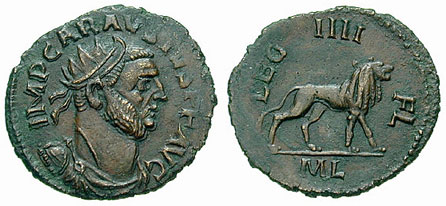
Münze des Gegenkaisers Carausius, die in Londinium geprägt wurde

Im Jahr 122 besuchte Kaiser Hadrian Britannien und wahrscheinlich auch Londinium, und es wird vermutet, dass der Bau und die Erweiterung einiger öffentlicher Gebäude auf Anregung des Kaisers erfolgt sind. In der Folgezeit erreichte die antike Stadt ihre größte Blütezeit und es kann angenommen werden, dass mehrere zehntausend Menschen hier lebten.
In den Jahren 185 bis 187 war der spätere Kaiser Pertinax Statthalter von Britannien und residierte in der Stadt. Kurz nach ihm wurde um 195 Clodius Albinus, der ebenfalls Statthalter von Britannien war, wahrscheinlich in Londinium zum Caesar, also zum Mitkaiser erhoben.
Zwischen 190 und 220 errichtete man im Norden, Osten und Westen des Stadtgebietes eine Mauer, die gegen Ende des dritten Jahrhunderts bis zur Themse erweitert wurde. Die genauen Gründe für den Bau der London Wall bleiben im Dunkeln, doch geschah dies zu einer Zeit, als auch viele andere britannische Städte eine Stadtmauer erhielten. Um 200 wurde die britannische Provinz zweigeteilt. Londinium war nun die Hauptstadt von Britannia superior. Im Laufe des dritten Jahrhunderts wurden die Verhältnisse unruhiger, und die Stadt scheint auch Ziel von Angriffen seitens verschiedener Barbaren gewesen zu sein. Am Ende des dritten Jahrhunderts (286) war die Stadt wahrscheinlich Regierungssitz des Gegenkaisers Carausius und von dessen Nachfolger Allectus. 296 eroberte der legitime Imperator Constantius I., auf dessen Münzen sich das älteste Bild der Stadt findet, dieses britannische Sonderreich zurück. Die Quellen berichten von einer drohenden Plünderung der Stadt durch die Franken, die der Kaiser gerade noch verhindern konnte. Kurz darauf kam es zu einer erneuten Provinzteilung. Londinium war nun der Hauptort der Provinz Maxima Caesariensis. Das ganze dritte Jahrhundert ist archäologisch in der Stadt nur schlecht belegt. Gegenüber dem zweiten Jahrhundert machte Londinium offensichtlich eine Phase des Niederganges durch.

### Viertes Jahrhundert
Ab 314 ist für die Stadt auch ein Bischof bezeugt: Restitutus nahm in diesem Jahr am Konzil von Arles teil und wird in diesem Zusammenhang in den Quellen genannt. Administrativ behielt die Stadt ihre Bedeutung weiterhin. Neben der Erhebung zur Augusta ist auch die Stationierung des praepositus thesaurum Augustensium im späten 4. Jahrhundert zu nennen.

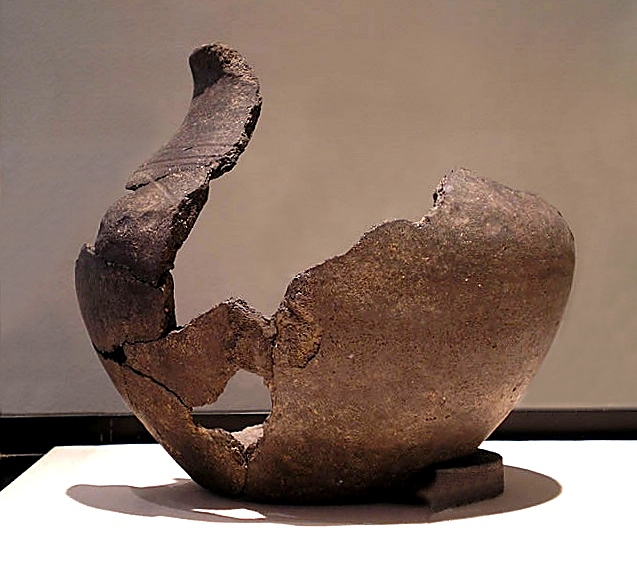
Fragmente eines sächsischen Gefäßes, das um 500 datiert und westlich der römischen Stadt gefunden wurde

Im Verlauf des vierten Jahrhunderts gab es auf Britannien zahlreiche Angriffe von Franken und Sachsen. Inwieweit die Stadt davon betroffen war, ist nicht bekannt. Flavius Theodosius, der Vater des späteren Kaisers Theodosius I., setzte 368 mit seinem Sohn nach Britannien über und gelangte nach Londinium, wo er überwinterte, um dann die Ordnung wiederherzustellen. Dennoch war Britannien in der Spätantike vor allem ein Sprungbrett für Usurpatoren. Im Jahr 383 gab es mit Magnus Maximus wieder einen Gegenkaiser in Britannien, dessen Hauptstadt kurzzeitig Londinium gewesen sein dürfte und der hier auch Münzen prägen ließ. Nachdem der Usurpator Konstantin III. 407 Britannien mit den Resten des Feldheeres verlassen hatte, war die Provinz weitgehend sich selbst überlassen. Wie bei so gut wie allen britannischen Städten hat sich im Laufe des vierten Jahrhunderts ein langsamer Niedergang vollzogen, obwohl es anscheinend noch eine Reihe von bewohnten ansehnlichen Stadtvillen gab. Das Forum wurde um 300 aufgegeben. Das Amphitheater war bis etwa 350 in Betrieb. Im Laufe des fünften Jahrhunderts wurde die Stadt weitestgehend verlassen, der Siedlungsschwerpunkt verlagerte sich nach außerhalb der Mauern in den Westen, auf die andere Seite des River Fleet. Hier entstand auch das angelsächsische Lundenwic, das nach Anzeichen neuerer Grabungen schon um 500 entstand.

## Rechtliche und religiöse Stellung
Unklar ist heute trotz der unzweifelhaften Bedeutung der Stadt ihr konkreter Status. Es ist nicht bekannt, ob Londinium eine colonia oder eine civitas war. Wahrscheinlich ist jedoch, dass es in flavischer Zeit zum municipium erhoben wurde. Für das vierte Jahrhundert gibt es Anzeichen, dass die Stadt in den Status einer colonia erhoben worden war. Darauf deutet unter anderem die Tatsache hin, dass Londinium in Augusta umbenannt wurde.

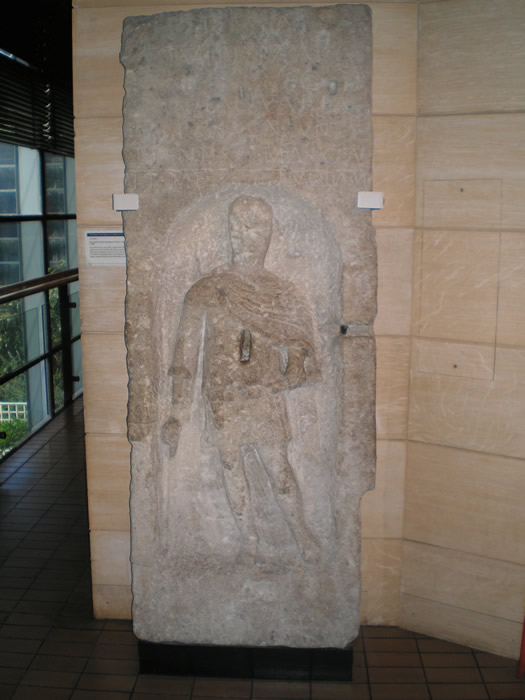
Grabstein des Vivius Marcianus

Die Funktion von Londinium als Provinzhauptstadt wird in den antiken Quellen nicht ausdrücklich erwähnt, kann jedoch aus verschiedenen Indizien erschlossen werden. Zunächst war es die größte römische Stadt Britanniens. Es fand sich bei der Nicholas Lane eine Inschrift, die vielleicht die numina Caesaris Augusti nennt, bei denen es sich um die guten Geister (Numina) des Kaisers handelt; sie deuten auf die Existenz des Kaiserkultes in der Stadt. Dieser Kult wurde meist in der Provinzhauptstadt ausgeübt. In der Stadt fand sich außerdem ein hölzernes Schreibbrett, das den Stempel des kaiserlichen Procurators trägt. Das Brett ist nie benutzt worden. Es scheint ungewöhnlich, dass solch ein Brett fern von seinem Büro verworfen wurde. Das entsprechende Büro ist also in Londinium zu vermuten. Es gibt darüber hinaus den Grabstein eines speculators, bei dem es sich um einen Beamten handelt, der bisher nur im Palast eines Provinzstatthalters bezeugt ist. Ein Centurio mit dem Namen Vivius Marcianus ist von seinem Grabstein aus London bekannt. Er trägt eine Rolle und es wird vermutet, dass er Princeps praetorii (Praetur) war. Schließlich fanden sich Dachziegel mit der Aufschrift: P.PR.BR.LON – der Provinzprocurator von Britannien in Londinium. Im vierten Jahrhundert war die Stadt aber mit Sicherheit, wie in der Notitia dignitatum verzeichnet ist, der Sitz des Vicarius und des Praepositus thesaurorum, bei denen es sich jeweils um hohe Beamte der Provinzialverwaltung handelte.
Die Bevölkerung der Stadt war weitaus bunter gemischt als in allen anderen Städten Britanniens, was bei der Rolle der Stadt als Verwaltungszentrum auch nachvollziehbar ist. Kaufleute, Soldaten und kaiserliche Beamte beeinflussten das Leben in der Stadt nachhaltig. So war beispielsweise ein breites Spektrum antiker Kulte vertreten. Schon im 1. Jahrhundert entstand ein Isis-Tempel, der um 250 erneuert wurde. Östlich des Walbrook befand sich ab dem späten 2. Jahrhundert bis zu seiner Zerstörung im frühen 4. Jahrhundert ein reich mit Skulpturen ausgestattetes Mithräum. Vor nicht allzu langer Zeit fand man am Tower Hill eine Basilika, die wohl als christliche Kirche des späten 4. Jahrhunderts zu identifizieren ist.

## Handwerk und Handel
Es gibt zahlreiche Belege für verschiedene Handwerksbetriebe. An der Stelle des späteren Praetoriums scheint ein Goldschmied im ersten Jahrhundert gearbeitet zu haben. Aus der Zeit vor dem Aufstand der Boudicca gibt es auch Belege für Eisenschmiede und Kupferverarbeitung. Bemerkenswert, da nicht oft anzutreffen, sind die Reste von Glaswerkstätten aus dem ersten und zweiten Jahrhundert. Vor dem Aufstand bestand in der Stadt auch eine Töpferei, wobei der Töpfer eventuell aus dem Rhonetal kam, wo es schon vorher eine blühende Töpferindustrie gab.
Besonders wichtig für die Stadt war aber der Handel, vor allem mit Gallien, Germanien, Spanien und Italien. Am Ufer der Themse konnten Kaianlagen ausgegraben werden, und im  Fluss fand man sogar ein relativ gut erhaltenes Schiff. Inschriften belegen, dass die Einwohner der Stadt aus allen Teilen des römischen Reiches nach Londinium kamen. Die besondere Bedeutung des Handels belegen auch die zahlreichen ausgegrabenen Warenlager, vor allem an den Ufern der Themse. Als Handelsgut ist archäologisch vor allem Keramik belegt, wozu auch Lampen und Tonfiguren gehören. In der Zeit nach dem Aufstand der Boudicca wurde die einfache Tafelware meist in der Umgebung der Stadt produziert oder kam aus verschiedenen Töpfereien bei Verulamium. Im zweiten Jahrhundert kamen diese aus Töpfereien aus Dorset. Anspruchsvolle Tischware, vor allem Terra Sigillata, wurde aus Gallien eingeführt. Ab dem dritten Jahrhundert nahmen diese Importe aber ab und man verwendete nur noch lokale Keramik.
Glaswaren nahmen, trotz der eigenen Produktion, als Importgut sicherlich vor allem seit dem zweiten Jahrhundert zu. Wertvolle Baumaterialien wurden teilweise auch von weit her eingeführt, obwohl diese im Gesamthandelsvolumen sicherlich keine große Rolle spielten. Lebensmittel wurden zu einem Teil lokal hergestellt. In Londinium selbst fand man die Reste eines Betriebes, in dem Fischsoße (Garum) produziert wurde. Bestimmte anspruchsvollere Lebensmittel wie Oliven, Fischsoßen aus Spanien, diverse Fischsorten, Früchte und Wein wurden aber importiert. In der Themse fand sich eine Amphore mit 6000 Oliven. Als britannisches Exportgut erscheinen in antiken Texten vor allem Textilien. Als besondere Delikatesse werden in römischen Quellen britannische Austern genannt. Wie Funde zeigen – im Hafen von Londinium fanden sich viele Austern – war die Stadt einer der Orte, von dem aus diese Muscheln verschifft wurden.

## Kunst
Eine große Stadt wie Londinium war sicherlich reich mit Kunstwerken geschmückt, von denen auch Beispiele aus allen Bereichen erhalten sind. Die Architektur ist jedoch dermaßen zerstört auf uns gekommen, dass es kaum möglich ist, sich ein wirkliches Bild von ihr zu machen. Es kann zum Beispiel nicht mit Sicherheit gesagt werden, ob es Tempel im klassischen Stil gab. Das gut erhaltene Bad am Themseufer beim Huggin Hill wirkt architektonisch eher anspruchslos und ist rein funktional konzipiert. Das Praetorium war dagegen ein Repräsentationsbau mit großen Hallen, einem Garten und verschiedenen Sälen mit Apsiden. Bei jüngsten Ausgrabungen fand man in der Vorstadt südlich der Themse einen Bezirk mit zwei gallo-römischen Umgangstempeln.
Etwas klarer ist das Bild im Bereich Plastiken und Flachbild, wobei letzteres in Mosaik und Malerei unterteilt werden kann.

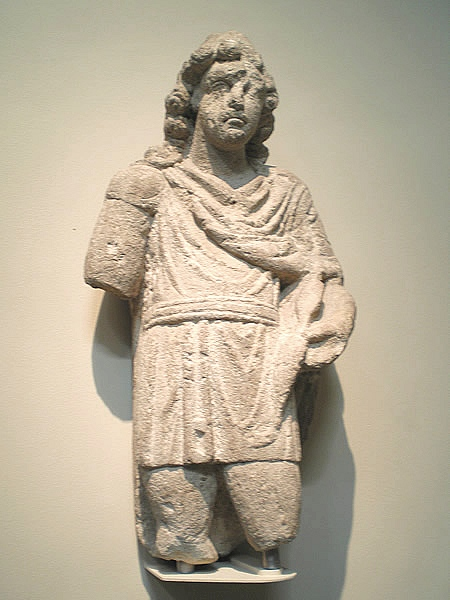
Statue einer Gottheit aus Londinium, vermutlich einheimische Arbeit

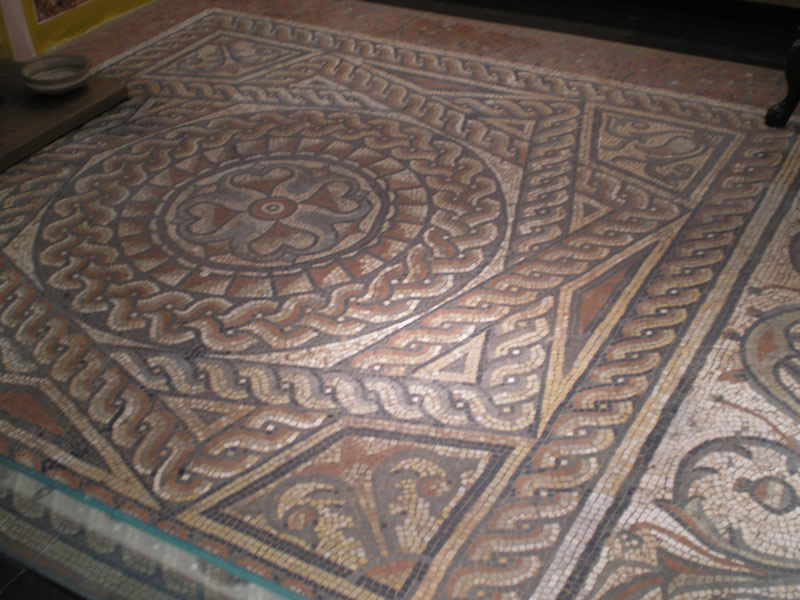
Mosaik aus einem römischen Haus in Londinium

Wie die meisten Städte im römischen Reich waren die öffentlichen Plätze und Tempel und sicherlich auch die Häuser wohlhabender Bürger reich mit Statuen ausgeschmückt. Beispiele von Plastiken finden sich auch auf den Friedhöfen der Stadt. Es lassen sich grundsätzlich zwei Stile unterscheiden. Eine Reihe von Werken ist offensichtlich nicht vor Ort, sondern in Italien oder an anderen Orten am Mittelmeer produziert worden. Sie fallen durch ihren rein klassischen Stil (siehe den Bronzekopf des Hadrian), ihre stilistische Vollkommenheit und den hohen handwerklichen Standard auf. Mehrere solche Werke fanden sich auch im Mithräum. Es handelt sich meist um kleine, aber auch lebensgroße Marmorskulpturen. Einheimisch gefertigte Skulpturen sind meist viel gröber und wirken teilweise etwas unproportioniert. Dies war, zumindest teilweise, bedingt durch die Verwendung lokaler Gesteinsarten. Diese Skulpturen stehen Werken der gallorömischen Kultur nahe.
In Londinium wurden über hundert Reste von Mosaikfußböden gefunden, die meist geometrische Muster zeigen. Die wenigen erhaltenen figürlichen Darstellungen wirken eher bescheiden bezüglich ihrer Qualität. Dies steht im Gegensatz zu den erhaltenen Beispielen der Wandmalerei. Die Reste einer Wand in Southwark stehen mit ihrer Darstellung plastischer Architektur kaum italischen Beispielen aus der gleichen Zeit nach (siehe Bild unten).  Vergleichbare Reste sind aber auch aus anderen Teilen der Stadt bekannt und belegen, wie eng diese Kunstform in Londinium italischen Vorbildern verpflichtet war. Malereien, die zum Beispiel in der Fenchurch Street gefunden wurden, gehören zu aufwändigen Architekturmalereien mit Aedikulae. Sie datieren wahrscheinlich vom Beginn des zweiten Jahrhunderts.
Reste römischer Wandmalerei

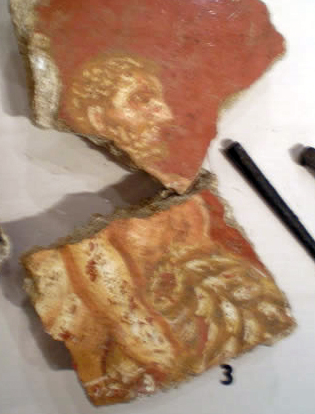
Fragmente einer Wandmalerei
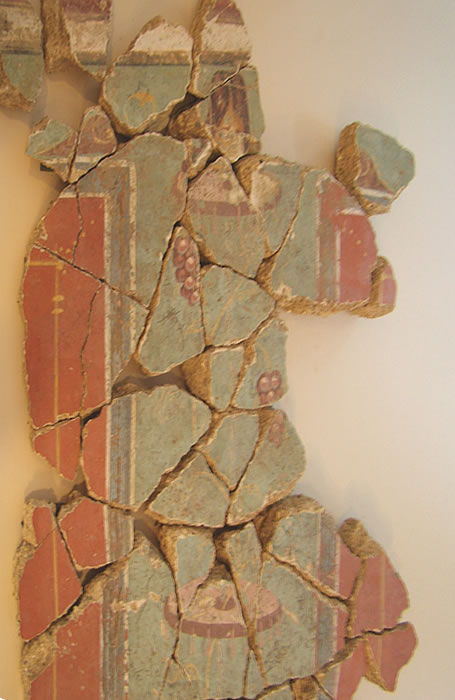
Fragmente einer Wandmalerei
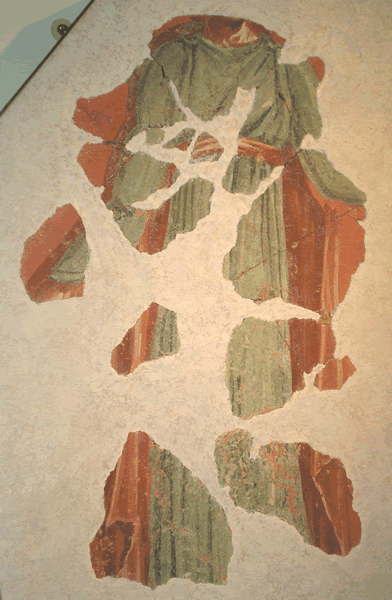
Fragmente einer Wandmalerei; Fenchurch Street

## Struktur und Umgebung der Stadt

Badetrakt und Reste eines wohlhabenden Hauses (bei Billingsgate ausgegraben), ca. 225

Londinium lag an der Themse, die zur römischen Zeit viel breiter als heute war. Das Stadtgebiet zog sich in einer Länge von etwa 1,5 Kilometer am Fluss entlang und war etwa 600 bis 1000 m breit. Es wurde um das Jahr 200 ummauert. Außerhalb der Stadtmauern, wo vor allem die Nekropolen zu finden sind, war die Besiedlung dünn. Das Zentrum der Stadt war von Anfang an die Gegend um das Forum. In diesem Bereich standen auch viele aufwändige Wohnbauten und hier fanden sich die meisten Mosaiken. Eine weitere Konzentration an Bauten findet sich am Ufer der Themse. Auch hier wurden Reste bedeutender öffentlicher Gebäude, reich ausgestatteter Wohnbauten, zahlreiche Warenlager und Kaianlagen gefunden. Nach Norden hin, abseits des Themseufers, scheint die Bebauung lockerer gewesen zu sein und vor allem in der Zeit des Bevölkerungsrückgangs im dritten und vierten Jahrhundert waren diese Gebiete unbebaut und wurden als Gärten oder Ackerland genutzt. Am Ende des vierten Jahrhunderts, als die Bevölkerung immer weiter abnahm, blieben vor allem die Gebiete am Themseufer besiedelt.
Im ganzen Stadtgebiet des heutigen Großraums London (Greater London) gibt es römische Funde. Größere Siedlungen existierten aber wohl nur bei Enfield, Brockley Hill und Old Ford im Norden und Brentford, Putney, Croydon und Grayford im Süden. Alle diese Orte, über die sonst wenig bekannt ist, liegen an den Ausfallstraßen Londiniums. Villen sind aus dem näheren Umfeld der Stadt dagegen kaum bekannt. Es ist fraglich, ob dies Zufall ist oder einen besonderen, heute nicht mehr ersichtlichen Grund hatte.

## Bauten

### Forum
Im Zentrum der Stadt stand das Forum. Es handelte sich um einen der größten Baue dieser Art nördlich der Alpen. Schon vor dem Aufstand der Boudicca gab es hier einen freien Platz. Von dem eigentlichen Forum lassen sich zwei Bauphasen unterscheiden; in der zweiten wurde das Forum erheblich erweitert. Die Identifikation des Baues in der ersten Phase als Forum ist umstritten und es ist auch vorgeschlagen worden, dass es sich bei den gefundenen Resten um Lagerhäuser handelte. Eine weitere Möglichkeit wäre schließlich, dass es sich um ein Macellum gehandelt hat. Die wenigen Reste zeigen Reihen von Räumen, die zu Warenlagern, aber auch zu den genannten Bauten gehört haben könnten. Zum Forum gehörte auch eine Basilika, die etwa 40 m lang, 20 m breit und gut 2½ Stockwerke hoch war.
Der Ausbau in der zweiten Bauphase wird oft mit dem Besuch von Kaiser Hadrian in Verbindung gebracht; bewiesen werden konnte das bisher nicht und es wurde auch die These vertreten, dass es auch unter den Flaviern (69 bis 96 n. Chr.) ausgebaut worden sein könnte. Immerhin lässt sich immer wieder an anderen Orten im römischen Reich beobachten, dass Kaiser bei ihren Besuchen Geld für den Aufbau oder die Erweiterung von öffentlichen Gebäuden spendeten. Das Forum bestand aus einem großen freien Platz mit einem Wasserbecken in der Mitte. Der Platz war einst von Kolonnaden und Läden gesäumt. Im Norden schloss sich eine Basilika mit Apsiden an. Die Basilika bestand aus einem Mittelschiff. Der ganze Komplex war ca. 168 × 167 m groß. Der Haupteingang lag wohl im Süden. Dieses Forum wurde um 300 abgerissen und nie wieder aufgebaut.

### Praetorium

Die Reste des Praetoriums

Am Ufer der Themse (in der Gegend des heutigen Bahnhofs Cannon Street) stand ein großes repräsentatives Gebäude mit einem Garten, Wasserbecken und Springbrunnen. Es handelt sich vielleicht um das Praetorium (Palast des Statthalters) der Stadt, obwohl die schlecht erhaltenen Reste eine andere Funktion, wie etwa die eines großen Bades, nicht vollkommen ausschließen. Der Gebäudeplan ist nur in Teilen erhalten. Der Bau war aber einst reich ausgestattet, wie Reste von Mosaiken zeigen. Es gab einen großen Mittelsaal und Bauteile mit Apsiden. Der Bau wurde in der zweiten Hälfte des ersten Jahrhunderts errichtet, wobei diverse An- und Umbauten in der Folgezeit beobachtet werden konnten. Der Bau wurde bis ca. 300 benutzt.

### Tempel

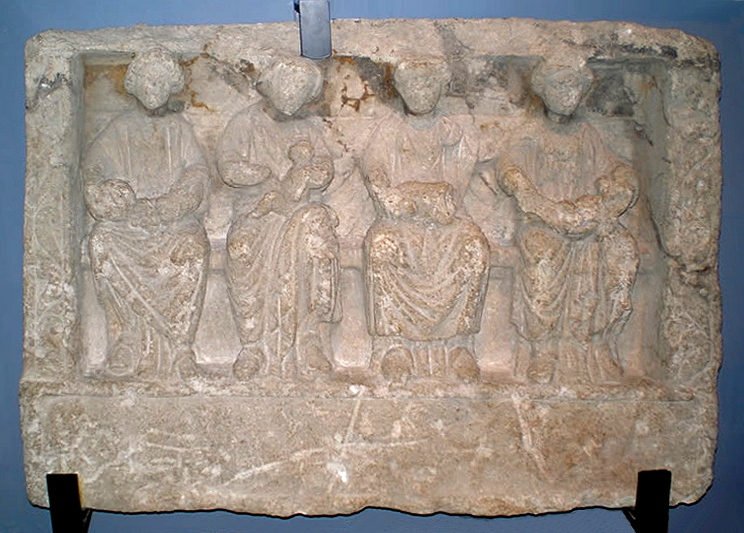
Relief mit Darstellung von Muttergottheiten

Londinium hatte mehrere Tempel. Auf einem Altar wird die Renovierung eines Jupitertempels erwähnt. Durch Inschriften ist der Bau eines Tempels einer Muttergottheit und ein Tempel der ägyptischen Göttin Isis belegt. Ein Krug trägt die Aufschrift von Londinium beim Tempel der Isis. Ein Altar nennt schließlich die Renovierung des Isis-Tempels. Neben dem Bau, der vielleicht das erste Forum darstellte, fanden sich die Fundamente eines rechteckigen und ca. 10 × 20 m großen Tempels. Es gab zwei Räume und im zweiten, größeren Raum eine Nische, sicherlich für die Kultstatue. Vor dem Bau lag ein zum Tempelbezirk gehörender freier Platz. Welche Gottheit hier verehrt wurde, ist nicht bekannt. Der Bau wurde mit Errichtung des großen Forums eingeebnet.

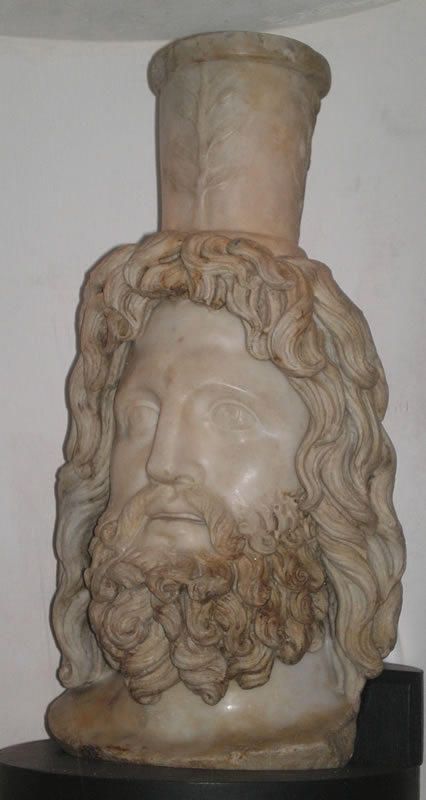
Kopf des Serapis, Marmor, aus dem Mithräum von Londinium

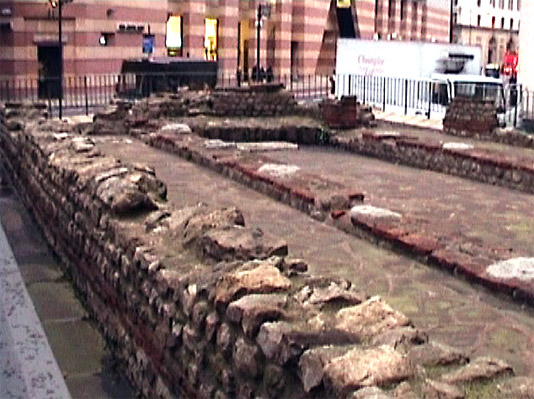
Überreste des Mithras-Tempels

Am Ufer der Themse, eher im Westen der Stadt (in der Nähe von Peter’s Hill) wurden bei Ausgrabungen starke Fundamente zweier unbekannter Gebäude gefunden. Es wird vermutet, dass sie zu zwei Tempeln in klassischem Stil gehören. Die Tempel sind sehr schlecht erhalten. Es gab umfangreiche Umbauten am Ende des 3. Jahrhunderts. Es wurde vermutet, dass diese mit den Kaisern Carausius und Allectus in Verbindung stehen, die den Komplex eventuell in eine Palastanlage (mit Tempeln) umwandelten. Schließlich konnten neuere Ausgrabungen in der Vorstadt von Southwark einen kleinen Tempelbezirk erfassen. Hier standen zwei gallo-römische Umgangstempel. Die hier verehrten Gottheiten bleiben jedoch vorerst unbekannt. Doch wurde hier die Inschrift des Tiberinius Celerianus gefunden, die dem Mars Camulus geweiht ist und einen der frühesten Belege für den Ortsnamen London darstellt. Den Ausgrabungen des Tempelkomplexes wurde von der breiten Öffentlichkeit Aufmerksamkeit geschenkt, da sich hier eine Cremedose fand, in der noch die antike Creme steckte. Ein weiterer gallo-römischer Umgangstempel wurde im Winter 2006/2007 im Osten der Stadt entdeckt.
Mit Sicherheit identifiziert werden konnte jedoch nur ein Mithräum. Der Bau enthielt bei seiner Auffindung 1954 noch zahlreiche Skulpturen. Die Reste wurden versetzt und sind deshalb heute noch erhalten. Westlich der Stadt, außerhalb der Stadtmauern, fand man die Reste eines oktogonalen Baues, der vielleicht auch die Reste eines Tempels darstellt. Er wurde um 270 oder vielleicht sogar erst im vierten Jahrhundert errichtet.

### Andere öffentliche Bauten
Sechs Bäder sind bekannt, wobei es im Einzelfall nicht immer sicher ist, ob die gefundenen Reste zu öffentlichen oder privaten Badeanlagen gehörten. Das Bad am Huggin Hill (in der Nähe des Themseufers), das in flavischer Zeit errichtet wurde und fast vollständig ausgegraben werden konnte, ist sicherlich ein öffentliches Bad gewesen. Es enthielt einen der größten beheizbaren Räume im römischen Britannien. Es wurde jedoch schon am Ende des zweiten Jahrhunderts abgerissen. Ein weiteres, aber eher bescheidenes Badehaus ist als das Cheapside Roman Bath bekannt. Es wurde wahrscheinlich im ersten Jahrhundert errichtet und am Ende des zweiten Jahrhunderts aufgegeben. Es bestand aus einem Frigidarium, einem Tepidarium und einem Caldarium.
An der Fenchurch Street, etwas östlich des Forums, fand man die Reste eines Saales, der in hadrianischer Zeit niederbrannte. Die Bedeutung ist unsicher, doch könnte es sich um den Versammlungssaal einer Zunft handeln, wenngleich dies nur eine von verschiedenen vorgeschlagenen Deutungen ist.
Etwas südlich des Militärlagers konnten die Fundamente eines Amphitheaters ausgegraben werden. Es war ca. 130 × 110 m groß und wurde im zweiten Jahrhundert erbaut und in der Mitte des vierten Jahrhunderts aufgegeben.
Südlich von Peter’s Hill am Themseufer, wo die starken Fundamente, die vielleicht zu einem Tempel gehörten, gefunden wurden, fanden sich auch die wiederverbauten Reste eines Triumphbogens. Der einstige Aufstellungsort des Bogens bleibt unbekannt, doch bei der Annahme, dass er nicht weit von dem hier vermuteten Tempel stand, kann vermutet werden, dass es hier ein religiöses Zentrum der Stadt mit verschiedenen öffentlichen Gebäuden gab.
Reste eines Aquäduktes konnten bisher nicht gefunden werden. Wahrscheinlich wurde die Stadt durch die Themse und deren Nebenflüsse mit Frischwasser versorgt. An mehreren Stellen in der Stadt fand man Abwasserleitungen aus Holz, die Schmutz- und Regenwasser fortleiteten.

Lagerbauten am Themseufer, ca. 100 n. Chr.

### Warenlager
Am Ufer der Themse konnten in den Jahren 1973 bis 1983 zahlreiche Lagerbauten ausgegraben werden, die die wirtschaftliche Bedeutung der Stadt bezeugen. Hier fand man auch den Betrieb, in dem die für römische Gerichte so beliebte Fischsoße Garum produziert wurde. Die Uferlinie schob sich dabei im Laufe der Jahrhunderte immer weiter nach Süden, womit also neues Land gewonnen wurde. Teile der Uferbefestigungen mit den Landestegen aus Holz sind bei Ausgrabungen gefunden worden und waren zum Teil überraschend gut erhalten. Die Reste eines Holzkastens, der einst im Wasser stand, könnten die Fundamente der vermuteten Themsebrücke sein.

### Militärlager

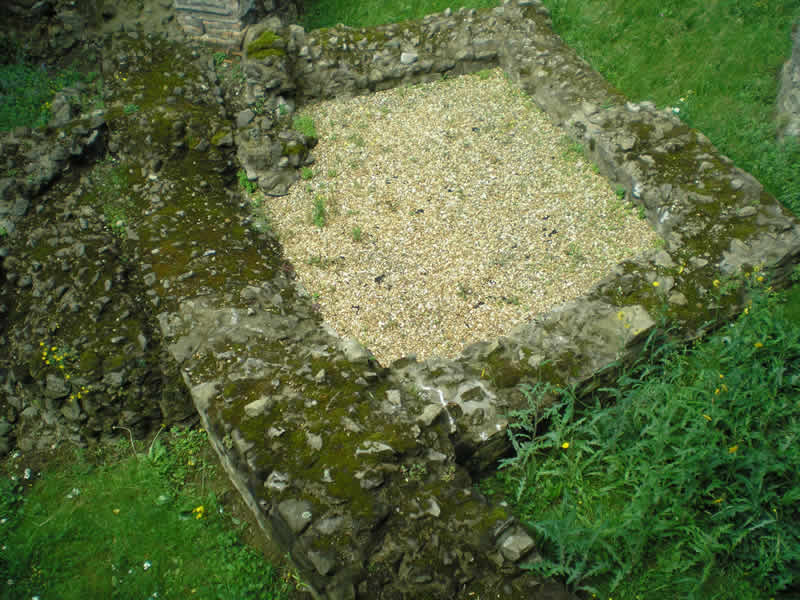
Reste der Mauer des Militärlagers

Im Norden der Stadt gab es ein ca. 4,5 ha großes Militärlager, das am Ende des ersten oder zu Beginn des zweiten Jahrhunderts errichtet wurde. Es ist umstritten, was für eine Militärtruppe hier stationiert war, vielleicht Soldaten, die in Verbindung mit dem in Londinium residierenden Statthalter standen. In Texten auf Weihesteinen aus der Stadt erscheinen Legionen. Doch ist es sehr zweifelhaft, dass diese hier ihr Lager hatten. Drei Legionen sind bezeugt. Es sind die Legio II Augusta, die Legio XX Valeria Victrix und die Legio VI Victrix. Das Lager wurde um 200 n. Chr. aufgegeben, als die Stadtmauer errichtet wurde. Die Nord- und Westmauer des Lagers wurden Teile der Stadtmauer. Das Gelände des Lagers war in der Folgezeit anscheinend zum großen Teil unbebaut.

### Wohnbauten

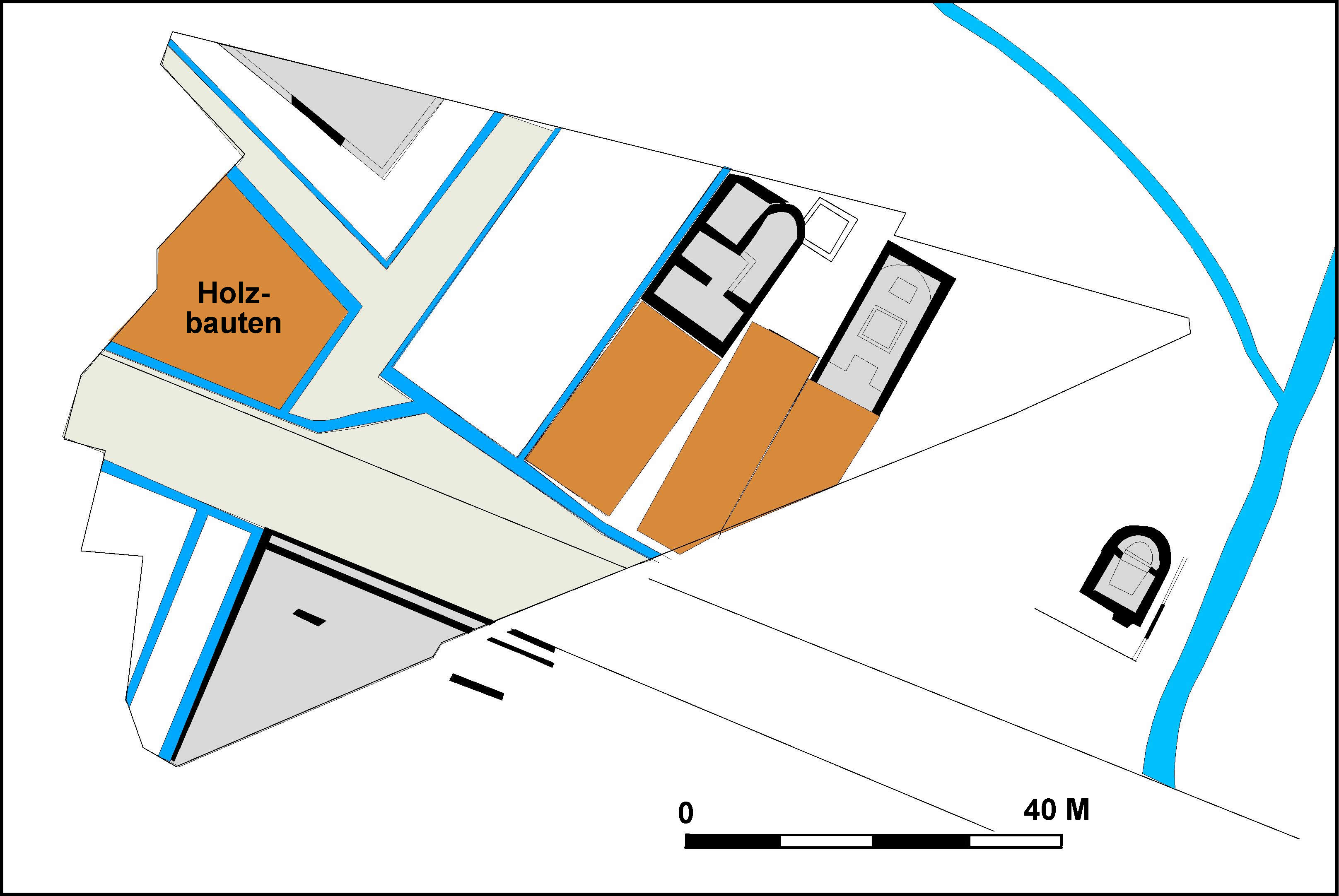
Teile der ausgegrabenen Stadt (unter No 1 Poultry) im Zentrum von London; grau: Steinbauten, schwarz: Mauern noch erhalten, braun: Holzbauten, blau: Abwasserkanäle

Antike Wohnbauten konnten im ganzen modernen Stadtgebiet nachgewiesen werden. Da die Ausgrabungen jedoch meist nur kleine Ausschnitte erfassen, sind nur wenige Gebäude in ihrem Gesamtplan erkennbar. Im ersten und zweiten Jahrhundert scheinen vor allem Holzbauten dominiert zu haben, die dicht an dicht die Stadt bedeckten, obwohl es auch bedeutende Steinhäuser gab. Bemerkenswert sind einige runde Hütten des ersten Jahrhunderts, die zweifelsohne von einheimischen Briten stammen, die sich in der Stadt ansiedelten. Im dritten Jahrhundert wurden immer mehr Steinbauten errichtet, wobei diese Bauten meist größer waren und es den Anschein hat, dass es in Handwerk und Industrie einen Rückgang gab. In dieser Zeit scheinen einige Bereiche innerhalb der Stadtmauern unbebaut und dem Acker- oder Gartenbau vorbehalten gewesen zu sein. Ein besonders großer Wohnbau mit Badeanlagen fand sich an der heutigen Lower Thames Street, nahe der Themse, etwas südöstlich des Forums.
Die reicheren Häuser, besonders im Zentrum der Stadt, hatten Mosaiken, Wandmalereien, Hypokausten und Badeanlagen. Sie belegen den Wohlstand in der Stadt.

### Stadtmauer

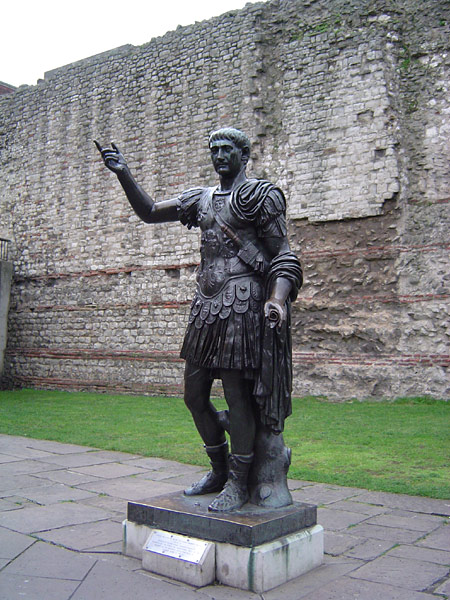
Teile der römischen Stadtmauer; nur die Fundamente sind römisch, während der Rest aus dem Mittelalter stammt

Die Stadtmauer aus Stein, die zum Umland hin ca. 3,2 km lang war, ist wie die meisten Stadtmauern Britanniens am Ende des zweiten Jahrhunderts errichtet worden. Unterhalb der Mauer fand sich eine Münze von Commodus, sodass dessen Regierungszeit den frühestmöglichen Zeitpunkt der Anlage (Terminus post quem) darstellt. Es gab mindestens sechs Tore, ein weiteres, wenn nicht noch mehr, kann zur Themse hin erwartet werden, wo es eine Brücke über den Fluss gab. Die Brücke kann bisher auch nur aus der Konzentration von Funden in dieser Gegend und dem Standort der Vorstadt auf der anderen Seite der Themse erschlossen werden. Eindeutige Reste fanden sich bisher nicht. Die Stadtmauer schloss das Militärlager, aber auch das Amphitheater mit ein, was in den meisten anderen britannischen Städten in der Regel nicht der Fall war. Der Verlauf der Stadtmauer ist im Allgemeinen gesichert, nur an der Westseite, südlich von Ludgate Hill, ist sie bisher nicht archäologisch nachweisbar. Wie das Ufer der Themse gesichert war, ist nicht eindeutig nachgewiesen. Man ging zunächst von einer Reihe von Türmen aus. Neuere Grabungen am Themseufer förderten jedoch massive Mauern zutage, weshalb einiges dafür spricht, dass die Ufersicherung mittels einer Mauer erfolgte. Problematisch ist, dass die Ufermauer wohl erst um 270 n. Chr. erbaut wurde, also viel später als die Landmauer.

### Vorstädte

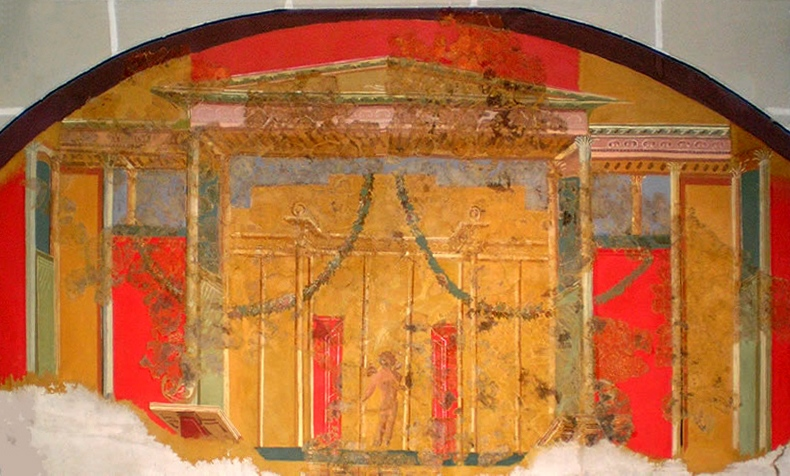
Wandmalerei aus einem wohl ausgestatteten Haus in Southwark. Ca. 150 n. Chr.

Auf der Südseite der Themse (heutiges Southwark) gab es eine große Vorstadt, die mit der eigentlichen Stadt durch eine Brücke verbunden war. Das Gelände war hier flach, wurde oft überflutet, so dass nur auf einer Reihe von kleinen Hügeln gesiedelt werden konnte. Die Bebauung scheint typisch für eine Vorstadt gewesen zu sein und entwickelte sich vor allem entlang der Ausfallstraßen. An ihnen konnten jedoch auch bedeutende Steinbauten mit teilweise reichen Innenausstattungen ausgegraben werden. Hier stand wahrscheinlich auch der Isis-Tempel. Eine Inschrift, die sich vor Ort fand, listet Legionäre mit Namen auf. Es bleibt unklar, was der Zweck dieser Inschrift ist und warum sie sich gerade hier fand. Immerhin könnte diese Inschrift mit einer hier vermuteten Mansio in Verbindung stehen. Es fand sich ein Tempelbezirk mit zwei Tempelbauten.
Etwa ein Kilometer östlich der römischen Stadt, im heutigen Shadwell, befand sich eine weitere, anscheinend substanzielle Vorstadtsiedlung. Hier stand ein großes Bad und ein weiteres Steingebäude unbekannter Funktion, daneben fanden sich Reste von Grabbauten. Die Bauten datieren in das 3. Jahrhundert. Es ist vermutet worden, dass es sich hier um den eigentlichen Hafen Londiniums handelte, nachdem der Hafen in der Stadt im 3. Jahrhundert an Bedeutung verloren hatte. Konkrete Belege für diese Annahme fehlen jedoch.

### Nekropolen

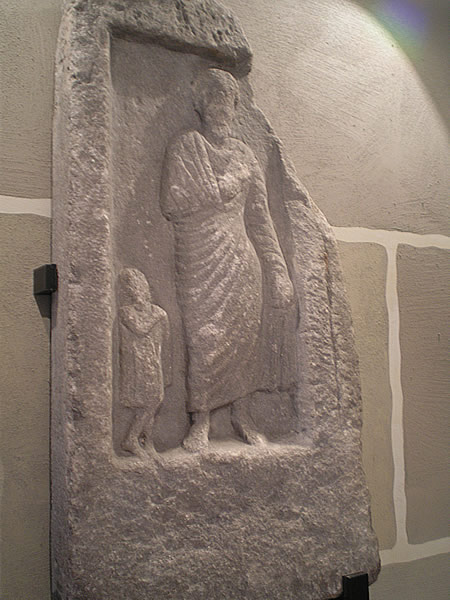
Grabstein

Außerhalb der Stadtmauern gab es umfangreiche Nekropolen mit teilweise monumentalen Grabbauten. Das Grabmal des Gaius Iulius Alpinus Classicianus gehört einer historisch fassbaren Person. Verschiedene Inschriften auf Grabsteinen belegen den kosmopolitischen Charakter der Bevölkerung. Alfidus Olussa zum Beispiel stammte aus Athen, L. Pomeius Da […] aus Arretium in Italien. Sein Grabmal wurde von einer marmornen Inschrift geziert. Urnenbestattungen waren die Regel, erst ab dem dritten Jahrhundert kommen Erdbestattungen immer häufiger vor. Die ältesten Gräber fanden sich innerhalb der späteren Stadtmauer, nahe dem Forum. In der Gegend der West Tenter Street, östlich der Stadtmauer wurde ein größerer Friedhofsabschnitt ergraben. Es fanden sich 672 Körpergräber und 134 Brandbestattungen. Sie datieren vom Ende des ersten bis in das fünfte Jahrhundert. Es wurden Holzsärge gefunden, und ein Grab enthielt mit Silber eingelegte Bronzebroschen, die typisch für hohe Militärangehörige sind.

## Ausgrabungen

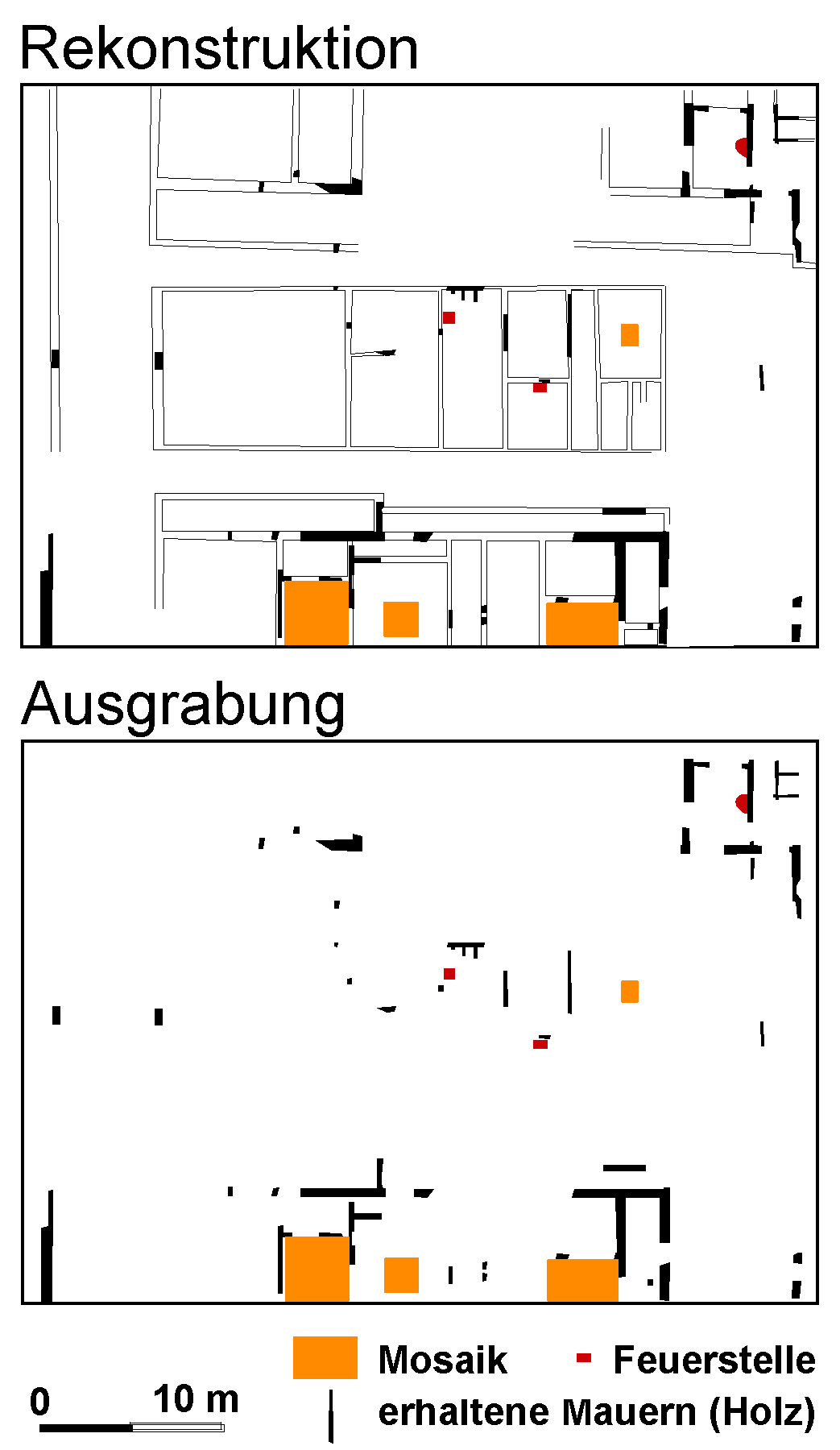
Holzbauten des ersten Jahrhunderts.

Durch die intensive Bebauung der modernen Stadt gestaltet sich die archäologische Erforschung von Londinium schwierig. Viele antike Bauten wurden schon im Mittelalter abgetragen, daneben bewahrten aber auch die dicken mittelalterlichen Schichten römische Reste vor neuzeitlichen Zerstörungen. Die römische Stadt liegt im Zentrum des heutigen London, genau dort, wo sich die größten Bauten mit den tiefsten Kellern befinden. Die Fundamente großer Häuser sind seit viktorianischer Zeit oft sehr tief und zerstören dabei viele alte Reste, wobei sich die entstandenen Schäden in den letzten Jahren als weniger dramatisch als befürchtet erwiesen haben. Die viktorianischen Mauern bilden oft nur Fundamente an den Außenseiten der Gebäude und lassen den Raum dazwischen ungestört.
Seit der Renaissance wurde antiken Objekten, die bei Bauarbeiten in der Stadt zu Tage kamen, Aufmerksamkeit geschenkt. Vor allem nach dem Großen Brand von London (1666) wurden auch einige mächtige Mauerstrukturen, die zum Forum und Praetorium gehören, von Sir Christopher Wren beobachtet und beschrieben. Inschriften und Skulpturen, seit dem 18. Jahrhundert auch Mosaiken, wurden kopiert und sind teilweise noch heute erhalten. Systematische Ausgrabungen werden seit dem 19. Jahrhundert unternommen und sind besonders seit dem Ende des Zweiten Weltkrieges intensiv. Es können dabei in der Regel nur kleine Ausschnitte der antiken Stadt erfasst werden, die den modernen Parzellen entsprechen. Das Bild der antiken Bebauung bleibt daher ungleichmäßig.
Im heutigen London sind nur noch wenige Reste der antiken Stadt zu sehen. Ruinen der Stadtmauer (die wiederum im Mittelalter weiter benutzt und ausgebaut wurde) finden sich beim Tower of London und vor allem in der Nähe des Museum of London. Einige Mauern des Amphitheaters sind heute unter der Guildhall zu sehen. Die Fundamente des Mithräums wurden abgebaut und versetzt. Sie stehen heute in der Queen Victoria Street. Die Einzelfunde der Grabungen sind vor allem im Museum of London zu sehen. Dort gibt es auch die lebensgroße Rekonstruktion eines Wohnraumes aus römischer Zeit mit Mosaik und Wandmalerei. Einige herausragende Objekte von überregionaler Bedeutung sind auch im British Museum ausgestellt.